# Stämpling (juridik)
Stämpling som juridisk term föreligger då någon i samråd med annan beslutar att utföra ett brott eller försöker förmå annan att utföra brott eller erbjuder sig eller åtager sig att utföra ett brott. Bestämmelser om stämpling finns i svensk lag i 23 kap 2 § 2 st. brottsbalken. Jämfört med andra självständiga brottsformer antar alltså stämpling formen av en blandning av försök och anstiftan, där gärningsmannen inte (haft för avsikt att) utföra brottet själv, och detta heller inte utförts. 
Stämpling till brott är endast straffbart i de fall det är särskilt angivet, och är klart mindre vanligt än till exempel försök till brott. Som exempel kan nämnas stämpling till rån som straffbelagts genom 8 kap 12 § brottsbalken. Straffet sätts i allmänhet lägre jämfört med om det handlat om ett fullbordat brott. Om brottet däremot fullbordats, döms gärningsmännen endast för detta och inte för stämpling, eftersom såväl stämpling som förberedelse anses ingå i det fullbordade brottet. Straff för stämpling ska bestämmas under den högsta, och får sättas under den lägsta, gräns som gäller för fullbordat brott.